# Malela Mutuale
Malela Mutuale Balume (Décines-Charpieu, 18 giugno 1991) è un cestista francese con cittadinanza della Repubblica Democratica del Congo.